# Campionati mondiali di tiro 1966
I campionati mondiali di tiro 1966 furono la trentanovesima edizione dei campionati mondiali di questo sport e si disputarono al Campo di Tiro Rheinblick di Wiesbaden. La nazione più medagliata fu l'Unione Sovietica.

## Risultati

### Uomini

#### Carabina
| Evento                     | Oro                                                                 | Oro       | Argento                                                                                | Argento   | Bronzo                                                                            | Bronzo    |
| Evento                     | Atleta                                                              | Risultato | Atleta                                                                                 | Risultato | Atleta                                                                            | Risultato |
| 50m 3 posizioni            | Gary Anderson                                                       | 1155      | Marat Niyasov                                                                          | 1150      | Henryk Gorski                                                                     | 1148      |
| 50m 3 posizioni a squadre  | Stati Uniti Gary Anderson Tommy Pool Michael Thompson Lones Wigger  | 4589      | Unione Sovietica Alexandr Gerasimenok Valentin Kornev Vladimir Konyakhin Marat Niyasov | 4572      | Germania Est Werner Lippoldt G. Lange Dieter Munzert Hartmut Sommer               | 4555      |
| 50m a terra                | David Boyd                                                          | 598       | Jerzy Nowicki                                                                          | 596       | William Krilling                                                                  | 596       |
| 50m a terra a squadre      | Stati Uniti Donald Adams David Boyd William Krilling Lones Wigger   | 2376      | Polonia J. Kalmus Stanislav Marucha Jerzy Nowicki Andrzej Trajda                       | 2371      | Unione Sovietica Vassili Borisov Alexandr Gerasimenok Y. Kudryzshov Marat Niyasov | 2364      |
| 50m in ginocchio           | Vladimir Koniajin                                                   | 390       | Marat Niyasov                                                                          | 389       | Michael Victor                                                                    | 389       |
| 50m in ginocchio a squadre | Stati Uniti Gary Anderson Tommy Pool Michael Thompson Lones Wigger  | 1542      | Unione Sovietica Vladimir Koniajin Alexandr Gerasimenok Valentin Kornev Marat Niyasov  | 1542      | Polonia J. Kalmus Henryk Gorski Jerzy Nowicki Andrzej Trajda                      | 1537      |
| 50m in piedi               | Gary Anderson                                                       | 372       | Werner Lippoldt                                                                        | 371       | Hartmut Sommer                                                                    | 370       |
| 50m in piedi a squadre     | Germania Est Werner Lippoldt G. Lange Dieter Munzert Hartmut Sommer | 1467      | Unione Sovietica Vladimir Koniajin Alexandr Gerasimenok Valentin Kornev Marat Niyasov  | 1464      | Stati Uniti Gary Anderson Tommy Pool Michael Thompson Lones Wigger                | 1460      |
| 300m 3 posizioni           | Gary Anderson                                                       | 1156      | Alexandr Gerasimenok                                                                   | 1154      | John Foster                                                                       | 1153      |
| 300m 3 posizioni a squadre | Stati Uniti Gary Anderson John Foster Michael Thompson Lones Wigger | 4602      | Unione Sovietica Vladimir Koniajin Alexandr Gerasimenok Ludwig Lustberg Marat Niyasov  | 4573      | Svizzera K. Fitzi Kurt Mueller Hans Simonet Erwin Vogt                            | 4535      |
| 300m a terra               | Kurt Johansson                                                      | 398       | Magne Landrø                                                                           | 398       | Marat Niyasov                                                                     | 397       |
| 300m in ginocchio          | John Foster                                                         | 389       | Alexandr Gerasimenok                                                                   | 388       | Kurt Johansson                                                                    | 388       |
| 300m in piedi              | Kurt Müller                                                         | 375       | Gary Anderson                                                                          | 375       | Alexandr Gerasimenok                                                              | 370       |

#### Carabina standard
| Evento                     | Oro                                                                       | Oro       | Argento                                                                               | Argento   | Bronzo                                                                    | Bronzo    |
| Evento                     | Atleta                                                                    | Risultato | Atleta                                                                                | Risultato | Atleta                                                                    | Risultato |
| 300m                       | Ludwig Lustberg                                                           | 558       | Vladimir Koniajin                                                                     | 552       | Gary Anderson                                                             | 550       |
| 300m a squadre             | Unione Sovietica E. Jaros Vladimir Koniajin Ludwig Lustberg Y. Kudryashov | 2185      | Svizzera August Hollenstein Kurt Mueller Hans Simonet Erwin Vogt                      | 2168      | Stati Uniti Gary Anderson Donald Adams Martin Gunnarsson William Krilling | 2161      |
| 300m 3 posizioni           | Donald Adams                                                              | 567       | Gary Anderson                                                                         | 565       | Hartmut Sommer                                                            | 562       |
| 300m 3 posizioni a squadre | Stati Uniti Gary Anderson Donald Adams John Foster William Krilling       | 2243      | Unione Sovietica Alexandr Gerasimenok Vladimir Koniajin Ludwig Lustberg Y. Kudryashov | 2215      | Germania Est Werner Lippoldt G. Lange H. J. Lehnert Hartmut Sommer        | 2215      |

#### Carabina ad aria
| Evento        | Oro                                                              | Oro       | Argento                                                               | Argento   | Bronzo                                                                           | Bronzo    |
| Evento        | Atleta                                                           | Risultato | Atleta                                                                | Risultato | Atleta                                                                           | Risultato |
| 10m           | Gerd Kümmet                                                      | 385       | August Hollenstein                                                    | 385       | Lajos Papp                                                                       | 385       |
| 10m a squadre | Svizzera August Hollenstein Kurt Mueller Hans Simonet Erwin Vogt | 1532      | Germania Ovest Gerd Kümmet Ernst Beith Bernd Klingner Guenther Vetter | 1529      | Unione Sovietica Eduard Jarosh Vladimir Koniajin Ludwig Lustberg Vassili Borisov | 1528      |

#### Pistola
| Evento        | Oro                                                                              | Oro       | Argento                                                      | Argento   | Bronzo                                                      | Bronzo    |
| Evento        | Atleta                                                                           | Risultato | Atleta                                                       | Risultato | Atleta                                                      | Risultato |
| 50m           | Vladimir Stolipin                                                                | 556       | Dencho Denev                                                 | 555       | Hynek Hromada                                               | 553       |
| 50m a squadre | Unione Sovietica Evgeni Raskazov Albert Udachin Grigori Kosych Vladimir Stolipin | 2203      | Svizzera Ludwig Hemauer F. Lehmann Albert Spaeni Ernst Stoll | 2186      | Polonia J. Frydel H. Siek Rajmund Stachurski Józef Zapedzki | 2183      |

#### Pistola a fuoco rapido
| Evento        | Oro                                                                                | Oro       | Argento                                                     | Argento   | Bronzo                                                               | Bronzo    |
| Evento        | Atleta                                                                             | Risultato | Atleta                                                      | Risultato | Atleta                                                               | Risultato |
| 25m           | Virgil Atanasiu                                                                    | 596       | Józef Zapedzki                                              | 594       | Rennart Suleymanov                                                   | 593       |
| 25m a squadre | Unione Sovietica S. Frantschewski Igor Rakalov Renart Suleimanov Alexander Zabelin | 2354      | Romania Virgil Atanasiu M. Dumitriu Marcel Rosca Ion Tripșa | 2354      | Germania Est Gerhard Feller Gerhard Dommrich Christian Düring Pinnig | 2346      |

#### Pistola a fuoco
| Evento        | Oro                                                                    | Oro       | Argento                                                                          | Argento   | Bronzo                                                                 | Bronzo    |
| Evento        | Atleta                                                                 | Risultato | Atleta                                                                           | Risultato | Atleta                                                                 | Risultato |
| 25m           | William Blankenship                                                    | 595       | Lubomír Nácovský                                                                 | 589       | Renart Suleimanov                                                      | 587       |
| 25m a squadre | Stati Uniti William Blankenship J. Ditmore Franklin Green E. Heugatter | 2341      | Unione Sovietica Renart Suleimanov Igor Rakalov Vladimir Stopilin Albert Udachin | 2340      | Cecoslovacchia Ladislav Falta Lubomír Nácovský J. Svab Jaroslav Vesely | 2313      |

#### Bersaglio mobile
| Evento        | Oro                                                                           | Oro       | Argento                                             | Argento   | Bronzo                                                        | Bronzo    |
| Evento        | Atleta                                                                        | Risultato | Atleta                                              | Risultato | Atleta                                                        | Risultato |
| 50m           | Vladimir Veselov                                                              | 164       | Igor' Nikitin                                       | 164       | John Kingeter                                                 | 161       |
| 50m a squadre | Unione Sovietica Igor' Nikitin Shelesnjak Valerie Staratelev Vladimir Veselov | 637       | Stati Uniti Brown Dean John Kingeter Edmund Moeller | 604       | Svezia Goete Gaard Goran Johansson Martin Nordfors Bjoerklund | 586       |

#### Fossa olimpica
| Evento      | Oro                                                     | Oro       | Argento                                                    | Argento   | Bronzo                                                                | Bronzo    |
| Evento      | Atleta                                                  | Risultato | Atleta                                                     | Risultato | Atleta                                                                | Risultato |
| Individuale | Kenneth Jones                                           | 297       | Gheorghe Enache                                            | 292       | Pavel Senichev                                                        | 292       |
| A squadre   | Stati Uniti B. Hicks Gordon Horner Jenson Kenneth Jones | 768       | Romania Ion Dumitrescu George Florescu Ennache S. Popovici | 764       | Unione Sovietica Alexandr Alipov Yuri Nikandov Pavel Senichev Simeneo | 757       |

#### Skeet
| Evento      | Oro                                                     | Oro       | Argento                                                                          | Argento   | Bronzo                                                                   | Bronzo    |
| Evento      | Atleta                                                  | Risultato | Atleta                                                                           | Risultato | Atleta                                                                   | Risultato |
| Individuale | Jorge Jottar                                            | 197       | Hans-Joachim Suppli                                                              | 196       | Artur Rogowski                                                           | 195       |
| A squadre   | Stati Uniti A. Harris Gordon Horner F. Huber S. Shumate | 383       | Unione Sovietica Nikolai Durnev Evgeni Kondratiev Alexander Petrov Yuri Tsuranov | 381       | Germania Ovest H. Rethwisch Hans Suppli P. Von Hohenthal Konrad Wirnhier | 380       |

### Donne

#### Carabina
| Evento                | Oro                                                 | Oro       | Argento                                             | Argento   | Bronzo                                               | Bronzo    |
| Evento                | Atleta                                              | Risultato | Atleta                                              | Risultato | Atleta                                               | Risultato |
| 50m 3 posizioni       | Margaret Thompson                                   | 558       | Anneliese Goth                                      | 545       | Tatiana Riabinskaya                                  | 544       |
| 50m a terra           | Eulalia Zakrzewska                                  | 591       | Margaret Thompson                                   | 589       | Ferencné Kün                                         | 585       |
| 50m a terra a squadre | Polonia Barbara Kopyt J. Wzietek Eulalia Zakrzewska | 1747      | Stati Uniti M. Jensen P. Kinsella Margaret Thompson | 1743      | Ungheria O. Kellner Lazslone Kisgyoergy Ferenene Kun | 1732      |

#### Pistola
| Evento | Oro             | Oro       | Argento          | Argento   | Bronzo        | Bronzo    |
| Evento | Atleta          | Risultato | Atleta           | Risultato | Atleta        | Risultato |
| 25m    | Nina Rasskazova | 582       | Alexandra Sarina | 581       | Susan Swallow | 575       |

#### Fossa olimpica
| Evento      | Oro                 | Oro       | Argento              | Argento   | Bronzo             | Bronzo    |
| Evento      | Atleta              | Risultato | Atleta               | Risultato | Atleta             | Risultato |
| Individuale | Elisabeth von Soden | 95        | Charlotte Berkenkamp | 90        | Valentina Gerasina | 89        |

#### Skeet
| Evento      | Oro              | Oro       | Argento            | Argento   | Bronzo         | Bronzo    |
| Evento      | Atleta           | Risultato | Atleta             | Risultato | Atleta         | Risultato |
| Individuale | Klavdia Smirnova | 91        | Mercedes de García | 88        | Michele Valery | 83        |

## Medagliere
Nazione ospitante
| Posiz. | Nazione          | Oro | Argento | Bronzo | Totale |
| ------ | ---------------- | --- | ------- | ------ | ------ |
| 1      | Stati Uniti      | 17  | 6       | 6      | 29     |
| 2      | Unione Sovietica | 10  | 14      | 10     | 34     |
| 3      | Polonia          | 2   | 3       | 4      | 9      |
| 4      | Germania Ovest   | 2   | 3       | 1      | 6      |
| 4      | Svizzera         | 2   | 3       | 1      | 6      |
| 6      | Romania          | 1   | 3       | 0      | 4      |
| 7      | Germania Est     | 1   | 1       | 5      | 7      |
| 8      | Svezia           | 1   | 0       | 2      | 3      |
| 9      | Cile             | 1   | 0       | 0      | 1      |
| 10     | Cecoslovacchia   | 0   | 1       | 2      | 3      |
| 11     | Bulgaria         | 0   | 1       | 0      | 1      |
| 11     | Norvegia         | 0   | 1       | 0      | 1      |
| 11     | Venezuela        | 0   | 1       | 0      | 1      |
| 13     | Ungheria         | 0   | 0       | 3      | 3      |
| 14     | Francia          | 0   | 0       | 1      | 1      |
| 14     | Gran Bretagna    | 0   | 0       | 1      | 1      |
| 14     | Sudafrica        | 0   | 0       | 1      | 1      |